# Biblioteca e archivio Piero Calamandrei
La Biblioteca comunale e Archivio storico "Piero Calamandrei" Montepulciano è la biblioteca civica di Montepulciano. L'istituzione che la gestisce, e da cui prende il nome, è stata fondata nel 2007.

## Storia

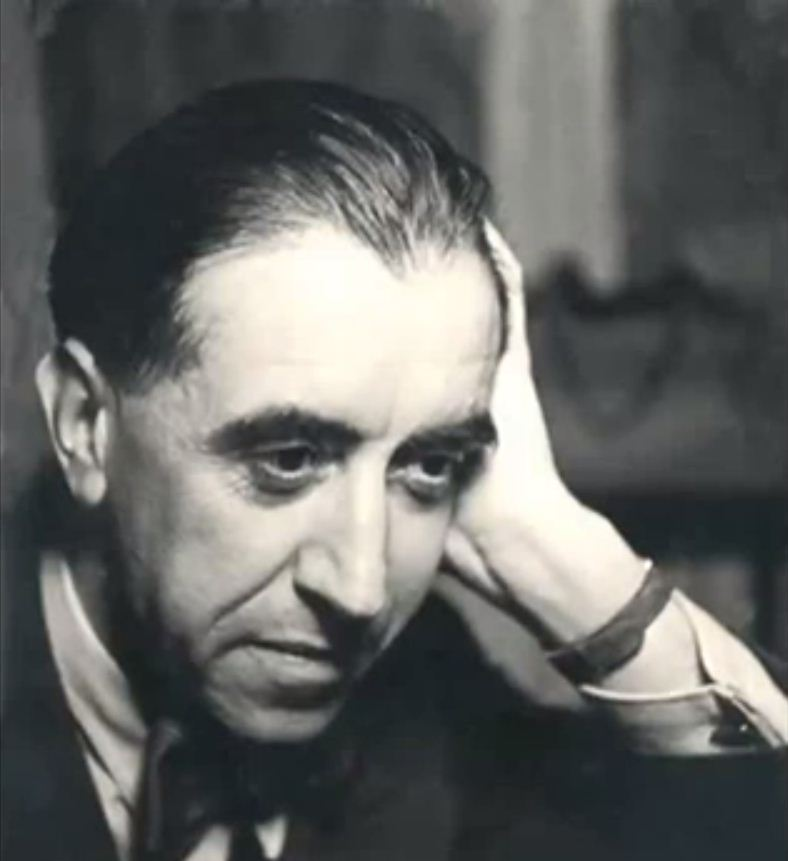
Piero Calamandrei

La biblioteca risale al XVII secolo

## Descrizione
La biblioteca, dall'anno 2000, ha sede nel palazzo che a suo tempo appartenne all'ormai estinta famiglia Sisti, in via Ricci al n.6  (già della Mercanzia) e ne occupa tre piani.

## Servizi
La biblioteca offre servizi di:
- lettura e consultazione
- prestito
- consulenza bibliografica
- riproduzione
- consultazione archivio storico
- bibliografia di storia locale

## Patrimonio
La biblioteca comunale vanta un fondo antico di circa 12 000 volumi ed uno moderno di oltre 48 000.
Il suo nucleo originario è costituito dalla biblioteca del Collegio gesuitico che esisteva in città, soppresso insieme all'Ordine nel 1773, in seguito arricchito dagli esiti di altre soppressioni di conventi, da lasciti e da acquisti.

## Archivio storico comunale
L'archivio storico comunale raccoglie documenti prodotti dal comune di Montepulciano dal Trecento ad oggi.
Di eccezionale rilevanza sono il fondo giudiziario e la collezione polizianesca con 40 volumi riguardanti Angelo Poliziano.
Nella sezione separata d'archivio trovano posto anche tre importanti fondi documentari relativi a personalità e movimenti politici del Novecento:
- archivi personali di Piero Calamandrei
- archivio di Lidio Bozzini
- archivio della Democrazia Cristiana di Montepulciano.